# Питти, Якопо
Якопо Питти (итал. Jacopo Pitti; 25 января 1519, Флоренция — 24 мая 1589, Флоренция) — флорентийский историк, дипломат, сенатор. Приверженец дома Медичи.

## Биография
Происходил из семьи торговца.
В течение многих лет занимал пост градоначальника ряда городов Тосканы и был викарием города Пеша, а августе 1568 года был избран сенатором.
В 1572 году входил в посольство, которое отправилось в Рим для переговоров с римским папой Григорием XIII.
В последующем стал известен как писатель и историк.

## Авторство
- Книга «Флорентийская история» («Istoria fiorentina», научное издание — Firenze, 1842), охватывающая политические события в период с 1215 по 1530 год. Книга написана в духе дворянского либерализма.
- Книга «Защита Каппуччи» («Apologia de Cappucci», научное издание — Firenze, 1853), направленная против Франческо Гвиччардини.